# Valparaiso, Valparaiso
Pour plus de détails, voir Fiche technique et Distribution.
Valparaiso, Valparaiso est un film français de Pascal Aubier réalisé en 1971, et sorti en France seulement en 1973 faute de distributeur à l'époque.

## Synopsis
Balthazar Lamarck-Caulaincourt, un intellectuel de gauche, rencontre Edwarda, une militante politique. Il décide de s'engager dans le combat révolutionnaire, mais est victime d'une bande d'escrocs.

## Fiche technique
- Sous-titre : «La très fabuleuse et très édifiante vie aventureuse du camarade Balthazar Lamarck-Caulaincourt, au pays des enfants de Blanche-Neige et de Che Guevara»[1]
- Réalisation et scénario : Pascal Aubier
- Producteur :  Pierre Cottrell
- Musique : Ivry Gitlis
- Image : Patrice Pouget
- Montage : Marie-Josèphe Yoyotte
- Son : Luc Perini
- Durée : 90 minutes
- Lieu de tournage : Le Havre[2]
- Dates de tournage : du 11 avril 1970 au 23 mai 1970[3]
- Dates de sortie : 
  - États-Unis : octobre 1971 : Festival international du film de Chicago
  - France : 31 mai 1973

## Distribution
- Alain Cuny : Balthazar Lamarck-Caulaincourt
- Bernadette Lafont : Edwarda
- László Szabó : Lazlo
- Albane Navizet : Lara
- Alexandra Stewart : La paysanne
- Rufus : Un méchant
- Clément Harari : Un très méchant
- Hans Meyer : Helmut
- Yves Afonso : Anatole
- Christian Van Cau : Simon
- Marthe Mercadier : La maîtresse de maison
- Yves Vincent : Le maître de maison
- Marie-Elisabeth Prouvost : La monitrice
- Bernard Mounier
- Jean-Claude Rémoleux : Antoine
- Fabrice Luchini
- Jean-Henri Roger : un révolutionnaire

## Analyse
D'après Bernadette Lafont qui joue le rôle d'Edwarda dans le film, Valparaiso, Valparaiso est une œuvre surréaliste qui reflète l'esprit de mai 1968.

## Distinctions
Le film a été présenté à la Quinzaine des réalisateurs, en sélection parallèle du festival de Cannes 1971.